# Side B complete collection〜e.B 2〜
『Side B complete collection〜e.B 2〜』（サイド・ビー・コンプリート・コレクション イービー・ツー）は、シドの通算10枚目のアルバムであり、メジャー初のカップリングベスト。2013年8月21日に、キューンレコードから『Side B complete collection〜e.B 3〜』と2作同時に発売された。

## 解説
前作『SID 10th Anniversary BEST』から7か月弱でのリリース。また、カップリングベストとしては、前作『Side B complete collection〜e.B〜』からおよそ5年ぶりのリリースとなる。メジャーデビューシングル「モノクロのキス」から14thシングル「恋におちて」までのB面曲を2作に分けて収録。また、新曲がそれぞれ1曲ずつ収録され、本作には「CELEBRITY」が収録されている。初回仕様限定で「SID　10th Anniversary スペシャルキャンペーン」に応募できる応募券、先着購入特典でメンバーソロポスター（4種のうちランダムで1種）がそれぞれ封入されている。

## 収録曲
1. cut
  - 作詞：マオ　作曲：御恵明希

「レイン」のB面曲。
2. レイニーデイ
  - 作詞：マオ　作曲：shinji

「S」のB面曲。
3. season
  - 作詞：マオ　作曲：御恵明希

「モノクロのキス」のB面曲。
4. 怪盗ネオン
  - 作詞：マオ　作曲：shinji

「one way」のB面曲。
5. 暖炉
  - 作詞：マオ　作曲：shinji

「乱舞のメロディ」のB面曲。
6. 走馬灯
  - 作詞：マオ　作曲：shinji

「V.I.P」のB面曲。
7. 日傘
  - 作詞：マオ　作曲：shinji

「嘘」のB面曲。
8. CELEBRITY
  - 作詞：マオ　作曲：御恵明希

新曲。